# Eragrostis microcarpa
Eragrostis microcarpa är en gräsart som beskrevs av Joyce Winifred Vickery. Eragrostis microcarpa ingår i släktet kärleksgrässläktet, och familjen gräs. Inga underarter finns listade i Catalogue of Life.